# Артиллерийский парк
Артиллерийский парк, Парк артиллерийский — многозначное словосочетание в русской артиллерии. 
Может иметь следующие значения:
1. Место хранения материальной части (артиллерийских орудий, зарядных ящиков и тому подобное), обеспечивающее уход и боевую готовность. Может быть постоянными или полевым. Ранее именовалось просто парк как место хранения артиллерийских орудий и снарядов[4].
2. Воинское формирование, занимающееся подвозом и хранением боеприпасов. Войсковая тыловая часть (в дореволюционной России), предназначенная для подвоза боевых припасов к батареям, то есть их питания[5], а также для ремонта материальной части. Делились на полевые (с подвижным составом) и местные (без подвижного состава). В современных ВС России такие наименования частей и подразделений отсутствуют. Формирования, выполняющие данные функции, сейчас именуются иначе.
3. Совокупность единиц артиллерии.

Парком также назывался и походный обоз с артиллерийскими и инженерными принадлежностями.

## Место хранения
Ранее, место сбора, установки артиллерийских орудий, повозок, место хранения, например при размещении войск Вооружённых сил Российской империи по домам, называлось просто парком. Существовали:
- Запасный парк, парк, не входящий в число строевых батарей;
- Лабораторный парк, парк где изготавливались и начинялись снаряды.

## Формирования
Артиллерийский парк как воинская часть имел определённый штатом состав, состоящий из личного и конского состава, зарядных ящиков или повозок, назначаемый для подвоза (питания) боевых припасов к батареям во время боя или после него. Для каждого рода войсковой артиллерии назначались и соответствующие артпарки, как то:
- Полевой артиллерийский парк, для полевой артиллерии;
- Конно-горный артиллерийский парк, для конно-горной артиллерии, ранее именовался как конно-горный летучий артиллерийский парк[8];
- Подвижный парк[9][3], состоял из определенного числа зарядных ящиков, назначенных для подвозки боевых припасов к орудиям на театре военных действий (ТВД);
- Летучий артиллерийский парк[9][3], состоял из определенного числа зарядных ящиков, назначенных для подвозки боевых припасов к орудиям на ТВД:
  - Стрелковый летучий парк[9];
  - Пехотный летучий парк[9];
  - Мортирный летучий артиллерийский парк[9];
- Осадный артиллерийский парк, для осадной артиллерии. В Петровский период России, Осадный парк[10] состоял из трёх отделений, дислоцировавшихся в Санкт-Петербурге, Брянске (Орловская губерния) и Осереде (иначе Павловск, Воронежская губерния). Отделения имели боевые задачи:
  - Первое отделение назначалось для защиты от шведов;
  - Второе отделение — для сплава орудий по Десне в Днепр;
  - Третье отделение — для защиты от Османской империи, и сплава артиллерии по Дону и Азову. Весь парк состоял из 462 орудий, и на каждое полагалось по 500 снарядов и зарядов; На конец XIX столетия осадная артиллерия ВС России состояла из трех осадных парков. Каждый парк имел около 300 — 500 орудий (пушки 42-линейная и 6-дюймовые, мортиры — 6, 8 и 9-дюймовые[11]). Орудия и материальная часть (лафеты[12], принадлежности) осадных парков в мирное время хранились в крепостях, а в числе артиллерийских батальонов крепости один считается осадным. В военное время осадным батальон выделялся из состава крепостных артиллерийских батальонов, развертывался и вместе с парком отправлялся на театр войны. Для удобства доставки, управления и командования осадный парк делился на полу-парки, четверть-парки и батареи. Батарея осадного парка состояла из орудий одного типа и калибра, числом от четырёх до 8. На одно осадное орудие требовалось, в среднем, 30 человек прислуги, а пропорция различных орудий в парке определялась важностью перечисленных задач осадной артиллерии[13].
- Местный артиллерийский парк[14], для пополнения летучих парков или непосредственно, или через посредство подвижных парков[3].

За границей подобные воинские части назывались муниционными колоннами.
В Русской гвардии и армии Вооружённых сил Российской империи имелись следующие формирования:
- Подвижной гвардейский артиллерийский парк[16];
- 1-й гвардейский артиллерийский парк[16];
- 2-й гвардейский артиллерийский парк[16];
- 3-й гвардейский артиллерийский парк[16];
- 1-й гренадерский артиллерийский парк[16];
- 2-й гренадерский артиллерийский парк[16];
- 3-й гренадерский артиллерийский парк[16];
- Кавказский гренадерский артиллерийский парк[16];
- 2-й артиллерийский парк[16];
- 2-й осадно-артиллерийский парк[16];
- 3-й артиллерийский парк[16];
- 4-й артиллерийский парк[16];
- 5-й артиллерийский парк[16];
- 6-й артиллерийский парк[16];
- 7-й артиллерийский парк[16];
- 8-й артиллерийский парк[16];
- 9-й артиллерийский парк[16];
- 10-й артиллерийский парк[16];
- 10-го дивизионного летучего парка[16];
- 11-й артиллерийский парк[16];
- 12-й артиллерийский парк[16];
- 13-й артиллерийский парк[16];
- 14-й артиллерийский парк[16];
- 15-й артиллерийский парк[16];
- 16-й артиллерийский парк[16];
- 17-й артиллерийский парк[16];
- 18-й артиллерийский парк[16];
- 19-й артиллерийский парк[16];
- 20-й артиллерийский парк[16];
- 21-й артиллерийский парк[16];
- 22-й артиллерийский парк[16];
- 23-й артиллерийский парк[16];
- 24-й артиллерийский парк[16];
- 25-й артиллерийский парк[16];
- 26-й артиллерийский парк[16];
- 27-й артиллерийский парк[16];
- 28-й артиллерийский парк[16];
- 29-й артиллерийский парк[16];
- 30-й артиллерийский парк[16];
- 31-й артиллерийский парк[16];
- 32-й артиллерийский парк[16];
- 33-й артиллерийский парк[16];
- 34-й артиллерийский парк[16].

После Японской войны, в период военной реформы в России, в 1910-е годы, осадные парки обратно переформированы в осадные артиллерийские полки, a затем в тяжёлые артиллерийские дивизионы.
В 1930-х годах, в ВС Союза ССР существовала войсковая тыловая часть вида Парк, и были они артиллерийские, инженерные, связи и авиационные. Артиллерийский парк предназначался для подвоза винтовочных, пулемётных патронов и различных артиллерийских снарядов.
Артпарк бывал конный и смешанный. Смешанный парк обычно состоял из одного взвода конной тяги и одного автомобильного или одного взвода автомобильного и другого тракторного. Для удобства питания огнестрельными припасами во время боя артпарк выдвигал вперед один из взводов, который располагается в 8 — 10 километрах от позиций батарей. Второй взвод располагался по указанию командира части или соединения, которое он обслуживал. Также артиллерийским парком называли место, где располагали орудия и зарядные ящики как в мирное, так и в военное время при условии, если артиллерийская часть не участвовала в бою.